# Salvador de Briteiros
Salvador de Briteiros (llamada oficialmente Briteiros (Salvador)) era una freguesia portuguesa del municipio de Guimarães, distrito de Braga.

## Historia
Fue suprimida el 28 de enero de 2013, en aplicación de una resolución de la Asamblea de la República portuguesa promulgada el 16 de enero de 2013 al unirse con la freguesia de Santa Leocádia de Briteiros, formando la nueva freguesia de Briteiros São Salvador e Briteiros Santa Leocádia.